# Tuiré-Peulh
Ne doit pas être confondu avec Tuiré.
Tuiré-Peulh est une commune rurale située dans le département de Zorgho de la province du Ganzourgou dans la région Plateau-Central au Burkina Faso.

## Géographie
Village peulh annexe de Tuiré, Tuiré-Peulh est situé à environ 10 km à l'est du centre de Zorgho, le chef-lieu du département et de la province, et à 6 km à l'ouest de Sapaga.

## Économie
L'activité économique de Tuiré-Peulh est liée en partie à l'agriculture de subsistance et maraîchère permise par la présence sur son territoire d'un barrage en remblai permettant l'irrigation des champs ainsi que l'élevage.

## Santé et éducation
Le centre de soins le plus proche de Tuiré-Peulh est le centre de santé et de promotion sociale (CSPS) de Tuiré tandis que le centre médical avec antenne chirurgicale (CMA) se trouve à Zorgho.